# 李神軌
李 神軌（り しんき、生年不詳 - 528年）は、北魏の軍人。小名は青肫。本貫は頓丘郡衛国県。兄は李世哲。

## 経歴
李崇の子として生まれた。父の爵位である陳留侯を嗣いだ。給事中を初任とし、しばらくして員外常侍・光禄大夫に転じた。たびたび征戦に参加して、将軍向きの気質を見せた。524年（正光5年）、父の李崇が破六韓抜陵の反乱を討つべく北伐すると、神軌は仮の平北将軍として従軍した。孝昌年間、霊太后の寵遇をえて、軍事に関しては鄭儼と並ぶ信任を得たが、当時の人々は先見の明のない者とみなした。短いあいだに征東将軍・武衛将軍・給事黄門侍郎を歴任したが、いずれも中書舎人を兼任していた。527年（孝昌3年）、安楽王元鑑が相州で叛くと、神軌は都督の源子邕らとともにこれを鎮圧した。528年（武泰元年）2月、少数民族の将軍である李洪が諸部落を扇動して反乱を起こしたため、伊闕以東の鞏県にいたるまでの多くが焼かれ掠奪を受けた。神軌が都督となり、李洪の乱を鎮圧した。霊太后が孝明帝を毒殺して幼主元釗を立てると、これに憤激した爾朱栄が洛陽に向かった。神軌はまた大都督となり、兵を率いてこれをはばむこととなった。神軌は河橋まで進出したが、北中城では守れないと悟ると、退却して洛陽に帰った。4月、神軌は河陰の変で殺害された。同年（建義元年）、侍中・驃騎大将軍・司空公・相州刺史の位を追贈された。諡は烈。

## 伝記資料
- 『魏書』巻66 列伝第54
- 『北史』巻43 列伝第31